# Joana Plaza Pinto
Joana Plaza Pinto (Rio de Janeiro, 30 de janeiro de 1974) é uma linguista brasileira. Destaque nas pesquisas sobre metapragmática, atos de fala e marcas corporais, suas obras são referência nos cursos de Letras no Brasil e teorizam sobre práticas identitárias, ideologias linguísticas e metodologia feminista.
A interpretação desconstrutivista dos atos de fala, leitura de Jacques Derrida à teoria de John L. Austin, é impulsionada por Joana no cenário brasileiro dos estudos da linguagem, e suas pesquisas mobilizam discussões sobre a emergência de uma linguística crítica, voltada às contradições deixadas pelo colonialismo. Professora da Universidade Federal de Goiás, coordenou o grupo Práticas Identidades em Linguística Aplicada da Associação Nacional de Pós-Graduação e Pesquisa em Letras e Linguística e foi membro da Advisory Council da International Language and Gender Association.

## Formação
Bacharel em Linguística pela Universidade Federal de Goiás em 1995, Joana obteve o título de mestre em Linguística pela Universidade Estadual de Campinas em 1998 e de doutora pela mesma instituição em 2002, sob orientação de Kanavillil Rajagopalan. Durante seu doutorado, estudou ao lado de Jacques Derrida na École des Hautes Études en Sciences Sociales, em Paris, onde se destinou aos desdobramentos da teoria dos atos de fala, em especial às relações entre corpo e identidade.

## Obras
- On languages, bodies and epistemic violence (2017)
- Linguagem, feminismo e efeitos de corpo (2014)
- Prefigurações identitárias e hierarquias linguísticas na invenção do português (2013)
- Exclusão social e microrresistências: a centralidade das práticas discursivo-identitárias (2013)
- Direitos sexuais: construindo reflexões e diálogos (2013)
- Para ler e escrever sobre sexo, prazer e poder (2004)
- "Pragmática". In: Introdução à Linguística (2001)